# Charles Ier d'Elbeuf
Pour les articles homonymes, voir Charles de Lorraine.
Charles Ier de Lorraine-Guise, né à Joinville le 18 octobre 1556 et mort à Moulins le 4 août 1605, est marquis d'Elbeuf de 1566 à 1582, puis le premier duc d'Elbeuf de 1582 à 1605, comte d'Harcourt de 1566 à 1582, seigneur puis comte de Rieux, baron d'Ancenis, pair de France. 

## Biographie
Il est fils de René II de Lorraine-Guise, marquis d'Elbeuf, comte d'Harcourt, et de Louise de Rieux d'Harcourt.
Il est nommé Chevalier de l'Ordre du Saint-Esprit le 1er décembre 1581, mais il est arrêté au lendemain de l'assassinat d'Henri Ier de Guise, Duc de Guise. Libéré, il rejoint la Ligue et combat les forces d'Henri de Navarre, devenu le roi Henri IV. 
Il ne fait la paix qu'en 1594, reçoit le gouvernement du Poitou, les charges de Grand écuyer de France et de Grand veneur de France, le collier de chevalier des ordres du Roi et sert fidèlement le Roi.
Il est inhumé dans la collégiale de La Saussaye.

## Mariage et descendance
Il épouse le 5 février 1583 Marguerite Chabot (1565-1652), fille de Léonor Chabot, comte de Charny, et de Jeanne de Rye. Dont :
- Charles II de Lorraine d'Elbeuf , deuxième duc d'Elbeuf (1596-1657) ;
- Claude Éléonore de Lorraine d'Elbeuf (1598-1654), mariée en 1600 avec Louis Gouffier (mort en 1642), duc de Roannais ;
- Henriette de Lorraine d'Elbeuf, abbesse de l'abbaye Notre-Dame de Soissons (1599-1669) ;
- Henri de Lorraine d'Elbeuf, comte d'Harcourt, d'Armagnac et de Brionne (1601-1666) épouse en 1639 Marguerite-Philippe du Cambout (1622-1674),
- Françoise de Lorraine d'Elbeuf, religieuse (1602-1626) ;
- Catherine de Lorraine d'Elbeuf (1605-1611)[2].

## Sources
- Georges Poull, La Maison ducale de Lorraine, Nancy, Presses universitaires de Nancy, 1991, 575 p. [détail de l’édition] (ISBN 2-86480-517-0), p. 438-439.